# Исик-Атинський район
42°53′00″ пн. ш. 74°51′00″ сх. д. / 42.883333333333° пн. ш. 74.85° сх. д.
Исик-Атинський район (кирг. Ысык-Ата району) — адміністративна одиниця у складі Чуйської області Киргизстану.
Адміністративний центр — місто Кант, яке власне в район не входить.

## Історія
Утворений в 1977 році як Іссик-Атінській район. У 1990-ті роки назву було змінено на сучасну.

## Населення
За даними перепису населення Киргизстану 2009 киргизи складають 62620 чоловік з 132759 жителів району (47,2%), росіяни — 28 000 осіб (21 , 1%), дунгани — 19 223 осіб (14,5%), турки — 4699 осіб (3,5%), уйгури — 4091 осіб (3,1%), азербайджанці — 3486 осіб (2,6%), узбеки — 2207 осіб (1,7%), німці — 1524 осіб (1,1%), українці — 1343 осіб (1,0%), казахи — 1317 осіб (1,0%), татари — 1078 осіб (0,8%).

## Населені пункти
Сільські поселення (села) за аїльними округами:

## Відомі уродженці
- У селі Уч-Емчек народився Кубаничбек Маліков (1911–1978) — киргизький поет і драматург.